# ۵۶۵ (خورشیدی)
۵۶۵ پانصد و شصت و پنجمین سال هجری خورشیدی است.